# Onda delta

Uma eletroencefalografia apresentando um segundo de atividade mental delta.

Onda delta é uma onda cerebral de alta amplitude com uma frequência de oscilação entre 0,5 e 4 hertz. Ondas deltas, como outras ondas cerebrais, são registradas através de eletroencefalografia. São, usualmente, associadas ao terceiro estágio profundo do sono sem movimento rápido dos olhos, também conhecido como "sono de onda lenta". Ajudam a caracterizar o estágio do sono.

## História
As ondas deltas foram descritas pela primeira vez na década de 1930 por William Grey Walter, que aperfeiçoou a máquina de eletroencefalografia de Hans Berger para detectar ondas alfas e deltas. As ondas deltas podem ser quantificadas usando eletroencefalografia quantitativa através de ferramentas como EEGLAB ou Neurophysiological Biomarker Toolbox.

## Classificação
As ondas deltas, como todas as outras ondas cerebrais, podem ser detectadas através de eletroencefalografia. As ondas deltas foram, originalmente, definidas como possuindo uma frequência entre um e quatro hertz, embora classificações mais recentes definam os limites como 0,5 e dois hertz. São as ondas cerebrais clássicas mais lentas e de maior amplitude, embora estudos recentes tenham descrito ondas mais lentas (com frequência menor que 0,1 hertz). As ondas deltas começam a aparecer no terceiro estágio do sono e, no quarto estágio, praticamente toda a atividade cerebral é composta por ondas deltas. O terceiro estágio é definido como possuindo menos de cinquenta por cento de atividade de onda delta, enquanto o quarto estágio é definido como possuindo mais de cinquenta por cento de atividade de onda delta. Esses estágios foram, recentemente, combinados, e são, atualmente, coletivamente conhecidos como estágio N3 de sono de onda lenta. Durante o estágio N3 de sono de onda lenta, as ondas deltas correspondem a vinte por cento ou mais da eletroencefalografia. As ondas deltas ocorrem em todos os mamíferos e, potencialmente, em todos os animais.
As ondas deltas estão associadas a outro fenômeno eletroencefalográfico, o complexo-K. O complexo-K antecede as ondas deltas no sono de onda lenta.
As ondas deltas também foram classificadas de acordo com a locação da atividade em atividade delta intermitente frontal, temporal e occipital.

## Neurofisiologia

### Diferenças sexuais
Mulheres possuem maior atividade mental delta, e isso é verdade para a maioria dos mamíferos. A diferença entre os sexos só se torna evidente no início da fase adulta. Os homens apresentam uma maior queda na atividade mental delta em decorrência da idade do que as mulheres.

### Localização cerebral e bioquímica
As ondas deltas podem surgir tanto a partir do tálamo quanto do córtex cerebral. Quando associadas ao tálamo, acredita-se que elas surjam em coordenação com a formação reticular. No córtex, o núcleo supraquiasmático controla as ondas deltas. Lesões nessa área provocam disrupção na atividade mental delta. As ondas mentais deltas apresentam uma lateralização, com uma dominância do hemisfério direito durante o sono. Ondas deltas são mediadas parcialmente por canais de cálcio do tipo-T. Durante o sono de onda delta, os neurônios são globalmente inibidos pelo ácido gama-aminobutírico.
A atividade delta estimula a secreção de hormônios como o hormônio liberador de hormônio do crescimento e a prolactina. O hormônio liberador de hormônio do crescimento é liberado a partir do hipotálamo, e estimula a liberação de hormônio do crescimento a partir da hipófise. A secreção de prolactina, que é estreitamente ligada à do hormônio do crescimento, também é regulada pela hipófise. A liberação de hormônio estimulante da tiroide diminui em resposta a sinalização das ondas deltas.

## Desenvolvimento
Bebês ocupam grande parte do seu tempo em sono de onda lenta e, portanto, têm maior atividade mental delta. Análise de eletroencefalografia ao acordar de bebês indica que a atividade de onda delta é predominante nessa idade, ainda aparecendo em eletroencefalografias ao acordar de crianças de cinco anos. A atividade de onda delta durante sono de onda lenta decresce durante a adolescência, com uma queda de 25 por cento entre as idades de onze e catorze anos. As ondas deltas decrescem com a idade. A maior parte do declínio ocorre por volta dos quarenta anos de idade. Por volta dos 75 anos de idade, o quarto estágio de sono e as ondas deltas podem inexistir completamente. Apesar do decréscimo de ondas deltas durante o sono de onda lenta nos idosos, a atividade temporal de onda delta é frequente nos adultos mais idosos, e aumenta com a idade.

## Desordens
Atividade regional de onda delta não associada a sono sem movimento rápido dos olhos foi descrita pela primeira vez por William Grey Walter, que estudava tumores de hemisférios cerebrais. Interrupções na atividade de onda delta e no sono de onda lenta ocorrem numa vasta gama de desordens. Em alguns casos, pode haver incremento ou diminuição na atividade de onda delta, enquanto, em outros casos, pode haver interrupção na atividade de onda delta, com ocorrência de ondas alfas na eletroencefalografia. Interrupção de ondas deltas pode ser resultado de dano fisiológico, mudanças no metabolismo nutricional, alteração química, ou ser idiopático. Interrupção na atividade delta é vista em adultos em casos de intoxicação, delirium e desordens neurológicas como demência e esquizofrenia.

### Onda delta irregular temporal de baixa voltagem
É comumente detectada em pacientes com isquemia cerebral, particularmente em associação com pequenas lesões isquêmicas. É vista como um primeiro indício de dano cerebrovascular.

### Parassonias
São uma categoria de distúrbios do sono, sempre associadas a interrupção do sono de onda lenta. Sonambulismo e fala durante o sono geralmente ocorrem em períodos de alta atividade de onda delta. Sonâmbulos apresentam maior atividade delta hipersincrônica em comparação com o tempo total gasto nos estágios dois, três e quatro de sono relativamente a pessoas saudáveis. A atividade delta hipersincrônica está associada a ondas deltas contínuas e de alta voltagem (superior a 150 microvolts) em eletroencefalografias de sono. Parassonias em sono sem movimento rápido dos olhos também incluem terror noturno e excitação confusa.

### Privação de sono
Privação total de sono aumenta a atividade de onda delta durante a recuperação de sono, e também aumenta a atividade delta hipersincrônica.

### Mal de Parkinson
Distúrbios do sono, assim como demência, são características do mal de Parkinson. Pacientes com essa doença apresentam interrupção na atividade de ondas cerebrais. A droga Rotigotine, desenvolvida para o tratamento da doença, aumenta a atividade delta e o sono de onda lenta. Peptídeo indutor de onda delta injetado na substância negra de ratos aumenta os sintomas de Parkinson.

### Esquizofrenia
Pessoas com esquizofrenia apresentam padrões interrompidos de eletroencefalografia, e existe uma relação próxima entre reduzidas ondas deltas durante o sono profundo e sintomas negativos associados com esquizofrenia. Durante o sono de onda lenta (estágios três e quatro), esquizofrênicos apresentam reduzida atividade delta, embora as ondas deltas também aumentem durante o período de vigília em formas mais graves de esquizofrenia. Um recente estudo mostrou que a dominância de onda delta direita frontal e central vista em pacientes saudáveis está ausente em pacientes com esquizofrenia. Em adição, a correlação negativa entre atividade de onda delta e idade não é observada em pacientes esquizofrênicos.

### Diabete e resistência a insulina
Interrupções no sono de onda lenta aumentam a chance de ocorrência de diabete do tipo dois, potencialmente devido a interrupções na produção de hormônio do crescimento pela hipófise. Em adição, a hipoglicemia observada durante o sono também pode interromper a atividade delta. Ondas deltas irregulares de baixa voltagem também foram encontradas no lobo temporal esquerdo de pacientes diabéticos numa taxa de 56 por cento, em comparação com os catorze por cento dos grupos de controle.

### Fibromialgia
Pacientes sofrendo de fibromialgia costumam se queixar de sono não reparador. Um estudo de 1975 de Moldovsky et al. mostrou que a atividade de onda delta desses pacientes nos estágios três e quatro de sono era, sempre, interrompida por ondas alfas. Posteriormente, eles comprovaram que privar o organismo do sono de onda delta provocava dor no sistema locomotor e fadiga.

### Alcoolismo
O alcoolismo produz sono com menos sono de onda lenta e menor atividade delta, ao mesmo tempo em que aumenta a incidência do estágio um do sono e do sono REM, tanto em homens como em mulheres. No abuso de álcool a longo prazo, as influências do álcool na arquitetura do sono e redução da atividade delta persistem mesmo após longos períodos de abstinência.

### Epilepsia do lobo temporal
Ondas lentas, como as ondas deltas, estão associadas a movimentos de apreensão do cérebro. William Grey Walter foi a primeira pessoa a usar ondas deltas de eletroencefalografia para localizar tumores cerebrais e lesões causadas por epilepsia do lobo temporal. Foi sugerido neurofeedback como tratamento para epilepsia do lobo temporal, pois ele teoricamente reduz a intrusão inapropriada de ondas deltas, embora haja limitada pesquisa clínica nessa área.

### Outras desordens
Outras desordens frequentemente associadas a interrupção da atividade de onda delta sãoː
- Narcolepsia
- Transtorno depressivo maior
- Ansiedade
- Transtorno obsessivo-compulsivo
- Transtorno do déficit de atenção com hiperatividade e seus três subtipos[33]
- Artrite idiopática juvenil[34]

## Consciência e sonho
Inicialmente, pensou-se que o sonho ocorresse no sono REM, porém atualmente se sabe que ele ocorre também no sono de onda lenta.[carece de fontes?] Ondas deltas e atividade de onda delta estão associadas a um estado aparentemente inconsciente, à perda da consciência do corpo físico e a "repetição de informação". No entanto, pessoas que praticam a meditação profunda ioga nidra alegam conseguir permanecer conscientes durante o sono delta.
A atividade de onda delta também pode auxiliar na formação da memória explícita e declarativa.

## Papel religioso e cultural
No Advaita Vedânta, sono profundo sem sonho coexiste com vigília e sonho em turiya, que é considerado o pano de fundo do estado mais elevado de consciência. Se alguém consegue se manter consciente no estágio mais profundo do sono sem sonho, um profundo estado meditativo (jagrat sushupti) é possível de ser atingido. Este estado paradoxal pode estar ligado à atividade cortical que ocorre durante o sono delta.

## Farmacologia
Enquanto a maioria das drogas que afetam o sono o fazem estimulando o início do sono ou interrompendo o sono REM, outras afetam a atividade de onda deltaː
- o peptídeo indutor de sono delta, como o nome sugere, induz atividade eletroencefalográfica de onda delta.
- álcool reduz a atividade de onda delta de sono de onda lenta, consequentemente restringindo a liberação de hormônio do crescimento pela hipófise.[37]
- o peptídeo muramil e o dipeptídeo muramil (MDP, N-acetilmuramil-L-alanil-D-isoglutamina) aumentam a atividade de onda delta durante o sono de onda lenta.[38]
- a droga Gabapentina, usada para controlar ataques epilépticos, aumenta a atividade de onda delta e sono de onda lenta em adultos.[39]
- enquanto hipnóticos como zolpidem aumentam o sono de onda lenta, eles não aumentam a atividade de onda delta, e aumentam a atividade and instead increase atividade de fuso durante o sono de onda lenta.[40]
- ácido gama-hidroxibutírico aumenta o sono de onda lenta, bem como o hormônio de crescimento relacionado ao sono.[40]

## Efeitos da dieta
Dietas baixas em carboidratos, como a dieta cetogênica, aumentam a atividade delta e o sono de onda lenta em indivíduos saudáveis.

### Ondas cerebrais
- onda delta – (0,1 – 4 Hz)
- onda teta – (4 – 7 Hz)
- onda alfa – (8 – 15 Hz)
- onda mu – (7,5 – 12,5 Hz)
- onda de ritmo sensório-motor – (12,5 – 15,5 Hz)
- onda beta – (16 – 31 Hz)
- onda gama – (32 – 100 Hz)